# Sugar Ray Leonard
"Sugar" Ray Charles Leonard (Wilmington (North Carolina), 17 mei 1956) is een voormalig Amerikaans bokser. Hij was een van de meest vooraanstaande boksers in de jaren 70 en 80 en won verscheidene wereldtitels in verschillende gewichtsklassen. Hij vocht tegen gevierde tegenstanders zoals Wilfred Benítez, Thomas Hearns, Roberto Durán en Marvin Hagler. Ray Charles Leonard was vernoemd naar de zanger Ray Charles en kreeg zijn bijnaam "Sugar" tijdens zijn amateurcarrière, van een van zijn coaches mee.
Leonard won als profbokser 36 maal, waarvan 25 keer door knock-out, verloor 3 maal en 1 gevecht eindigde onbeslist. Leonard won de World Boxing Council (WBC) en World Boxing Association (WBA) titel in het weltergewicht, werd WBA-kampioen in het lichtmiddengewicht en WBC-kampioen in het middengewicht, lichtzwaargewicht en supermiddengewicht.
1952: Charles Adkins ·
1956: Vladimir Jengibarjan ·
1960: Bohumil Němeček ·
1964: Jerzy Kulej ·
1968: Jerzy Kulej ·
1972: Ray Seales ·
1976: Ray Leonard ·
1980: Patrizio Oliva ·
1984: Jerry Page ·
1988: Vjatsjeslav Janovski ·
1992: Héctor Vinent ·
1996: Héctor Vinent ·
2000: Moechammadkadyr Abdoellajev ·
2004: Manus Boonjumnong ·
2008: Manuel Félix Díaz ·
2012: Roniel Iglesias ·
2016: Fazliddin Gaibnazarov
- Gemeinsame Normdatei: 11888641X
- International Standard Name Identifier: 0000 0000 2681 963X
- Library of Congress Control Number: n82049374
- National Archives and Records Administration: 10569455
- Nationale Bibliotheek van Polen: a0000003856278
- Nederlandse Thesaurus van Auteursnamen: 190837209
- SNAC: w6j53h8f
- Virtual International Authority File: 40715699
- WorldCat: E39PBJhtbrrKmqK79WHRBDr6rq